# Cneorane cribratissima
Cneorane cribratissima is een keversoort uit de familie bladkevers (Chrysomelidae). De wetenschappelijke naam van de soort werd in 1888 gepubliceerd door Léon Marc Herminie Fairmaire.